# Adidas Trionda
El Adidas Trionda será el Balón de fútbol oficial que posiblemente se utilizara durante la Copa Mundial de la FIFA 2026 realizada en América del Norte (Canadá, Estados Unidos  y México). será fabricado por la compañía alemana de equipamiento deportivo Adidas, socio de FIFA y proveedor de la pelota oficial de la Copa Mundial de la FIFA desde la edición de 1970, 
Se espera que el balón de fútbol oficial sea lanzado en entre octubre y noviembre de 2025 

## Nombre y diseño
El nombre Trionda hace referencia a los tres países con la sílaba Tri mientras que el onda se significa ola. Su diseño posiblemente tendrá tres colores principales, rojo, verde y azul.